# Burlesque (pel·lícula de 2010)
Burlesque (títol original: Burlesque) és un pel·lícula musical de 2010, dirigida per Steve Antin i protagonitzada per Christina Aguilera i Cher. La pel·lícula va ser nominada als Globus d'Or del 2011. L'obra es va doblar al català.

## Argument
Ali (Christina Aguilera) és una noia de poble amb una gran veu que té ganes de fer realitat el seu somni de ser cantant. Així, per aconseguir la seva meta viatja a Los Angeles, la ciutat de l'entreteniment. Allà, hi descobreix casualment la Sala Burlesque, un majestuós però vell teatre que encara manté un magnífic espectacle musical. Desitjosa d'entrar en aquest món, Ali convenç a Tess (Cher), la glamorosa i sincera propietària del club, perquè li doni feina de cambrera. El vestuari extravagant i les lluminoses coreografies de Burlesque criden l'atenció d'aquesta jove que jura que algun dia ballarà en el seu escenari.
Ali no tarda a fer amistat amb una destacada ballarina del teatre anomenada Georgia (Julianne Hough), fa també una enemiga anomenada Nikki (Kristen Bell), i cultiva l'estima de Jack (Cam Gigandet), un barman i músic del show. Amb l'ajuda del perspicaç director d'escena (Stanley Tucci) i de l'amfitrió travesti Alexis (Alan Cumming), Ali passa del bar a l'escenari. La seva veu espectacular finalment, retorna a la Sala Burlesque l'antiga glòria de la que havia gaudit anys abans. A més, el teatre permet que Ali es doni a conèixer entre els caçatalents de la ciutat, com el carismàtic empresari Marcus Gerber (Eric Dane) que li fa una proposta molt temptadora.

## Repartiment
| Intèrpret          | Personatge               | Veu en català       |
| ------------------ | ------------------------ | ------------------- |
| Christina Aguilera | Alice Marilyn «Ali» Rose | Marta Barbarà       |
| Cher               | Tess                     | Marta Angelat       |
| Eric Dane          | Marcus Gerber            | Carles di Blasi     |
| Stanley Tucci      | Sean                     | Joan Carles Gustems |
| Cam Gigandet       | Jack Miller              | Hernan Fernández    |
| Alan Cumming       | Alexis                   | Óscar Muñoz         |
| Kristen Bell       | Nikki                    | Alba Solà           |
| Wendy Benson       | Marla                    | desconeguda         |
| Julianne Hough     | Georgia                  | Geni Rey            |
| Peter Gallagher    | Vince                    | Jordi Boixaderas    |
| Glynn Turman       | Harold Saint             | Enric Arquimbau     |
| Terrence Jenkins   | Dave                     | Jaume Costa         |
| Chelsea Traille    | Coco                     | Gemma Ibáñez        |
| Tyne Stecklein     | Jesse                    | Berta Cortés        |
| Paula Van Oppen    | Anna                     | Marta Ullod         |
| James Brolin       | Sr. Anderson             | Jaume Comas         |
| David Walton       | Mark el DJ               | Claudi Domingo      |

## Banda sonora
La major part de les cançons de la banda sonora de Burlesque són interpretades per la cantant Christina Aguilera. Cher també va cantar-n'hi dues: una, la balada "You Haven't Seen The Last of Me" composta per Diane Warren, i l'altra, "Welcome to Burlesque".
1. Something's Got A Hold On Me - Christina Aguilera
2. Welcome To Burlesque - Cher
3. Tough Lover - Christina Aguilera
4. But I Am A Good Girl - Christina Aguilera
5. Guy What Takes His Time - Christina Aguilera
6. Express - Christina Aguilera
7. You Haven't Seen The Last Of Me - Cher
8. Bound To You - Christina Aguilera
9. Show Me How You Burlesque - Christina Aguilera
10. The Beautiful People (from Burlesque) - Christina Aguilera

## Premis i nominacions
El vessant musical de la pel·lícula li va comportar tota una sèrie de premis i nominacions que alabaven la tasca dels seus compositors:

### Premis Globus d'Or
| Any  | Categoria                          | Nominació                                                                                                   | Resultat   |
| ---- | ---------------------------------- | --- | ---------- |
| 2010 | Millor pel·lícula musical o còmica | | Nominada   |
| 2010 | Millor cançó original              | «You Haven't Seen the Last of Me» Escrita per Diane Warren Interpretada per Cher                            | Guanyadora |
| 2010 | Millor cançó original              | «Bound to You» Escrita per Christina Aguilera, Samuel Dixon, Sia Furler Interpretada per Christina Aguilera | Nominada   |